# Estadio Héroes y Mártires
Estadio Héroes y Mártires – wielofunkcyjny stadion w mieście León w Nikaragui. Jest obecnie używany głównie dla meczów baseballu oraz piłki nożnej. Swoje mecze rozgrywa na nim drużyna baseballowa Leones de León oraz czasami piłkarska Chinandega FC. Stadion może pomieścić 8 000 widzów.